# Christian Zirkelbach
Christian Zirkelbach (ur. 10 grudnia 1961 w Würzburgu) – niemiecki lekkoatleta, sprinter, medalista mistrzostw Europy, olimpijczyk. W czasie swojej kariery reprezentował Republikę Federalną Niemiec.

## Kariera sportowa
Zdobył brązowy medal w sztafecie 4 × 100 metrów (w składzie: Zirkelbach, Christian Haas, Peter Klein i Erwin Skamrahl) oraz odpadł w eliminacjach biegu na 100 metrów na mistrzostwach Europy w 1982 w Atenach.
Wystąpił w biegu eliminacyjnym sztafety 4 × 100 metrów na igrzyskach olimpijskich w 1984 w Los Angeles. W półfinale i finale zastąpił go Jürgen Koffler, a sztafeta RFN zajęła 5. miejsce.
Zirkelbach był wicemistrzem RFN w biegu na 100 metrów w 1984 oraz brązowym medalistą na tym dystansie w 1982. Był również mistrzem RFN w sztafecie 4 × 100 metrów w 1983. W hali był brązowym medalistą swego kraju w biegu na 60 metrów w 1984.
Dwukrotnie poprawiał rekord RFN w sztafecie 4 × 100 metrów do wyniku 38,71 s, uzyskanego 11 września 1982 w Atenach.

## Rekordy życiowe
Christian Zirkelbach miał następujące rekordy życiowe:
- bieg na 100 metrów – 10,45 s (20 lipca 1984, Monachium)[7]
- bieg na 200 metrów – 21,17 s (10 lipca 1982, Lahr)[8]